# Trasduzione del segnale

Un riassunto delle maggiori vie di trasduzione del segnale nelle cellule dei mammiferi

La trasduzione del segnale è un fenomeno che avviene quando una molecola di segnale esterna va ad attivare uno specifico recettore cellulare dentro o fuori la cellula. Questo recettore va ad attivare una via biochimica dentro la cellula, creando una risposta cellulare. A seconda del tipo di cellula, la risposta può alterare il metabolismo cellulare, la forma, l'espressione genica o la sua abilità di dividersi.  Il segnale può essere amplificato a ogni passaggio. Inoltre, una molecola di segnale può provocare varie risposte.
Le molecole segnale presentano quattro caratteristiche principali:
- Specificità: le molecole segnale sono esattamente complementari al recettore. Altre molecole che non posseggono determinate caratteristiche non si possono legare.
- Amplificazione: è ciò che accade quando un enzima, una volta attivato, ne attiva a sua volta un altro. Si genera una cascata enzimatica in cui le molecole che entrano in gioco aumentano esponenzialmente.
- Desensibilizzazione: se il segnale dura nel tempo, viene innescato un circuito retroattivo (un meccanismo di feedback) da parte del recettore attivato che viene spento o rimosso.
- Integrazione: si genera un segnale integrato quando ci sono due segnali che hanno effetti opposti su una caratteristica metabolica. Questa integrazione di vie di segnalazione diverse permette di mantenere l'omeostasi.
Le proteine che effettuano la trasduzione sono i recettori di membrana: questi, con procedimenti differenti, legano il segnale extracellulare, o ligando (primo messaggero o mediatore chimico), e trasmettono il messaggio alle proteine bersaglio dette mediatori intracellulari o secondi messaggeri. I ligandi (primi messaggeri o mediatori chimici) interagiscono con i recettori posti sulla membrana cellulare e innescano una serie di reazioni chimiche (trasduzione del segnale) che portano alla formazione di un mediatore intracellulare (secondo messaggero) in grado di attivare la risposta cellulare specifica.
Le principali categorie di recettori di membrana associati a questo processo sono: 
- i canali ionici a controllo di ligando (recettori accoppiati). Questi recettori, una volta attivati, determinano l'apertura di canali ionici, con conseguente variazione del potenziale di membrana (se il recettore è accoppiato a canali per il sodio) o con ingresso nel citoplasma di ioni calcio, che a sua volta si comporta da messaggero intracellulare.
- i recettori associati a proteine G. Le proteine G sono proteine di membrana che legano GTP e che, una volta attivate dal contatto con recettori a loro volta attivati dal rispettivo ligando, possono innescare attività di altri enzimi che a loro volta catalizzano ulteriori informazioni chimiche con produzione di secondi messaggeri.

Gli enzimi che portano alla formazione di nuovi messaggeri possono essere diversi:
- Adenilciclasi e guanidilciclasi: questi enzimi portano alla formazione rispettivamente di AMP ciclico e GMP ciclico (a partire da ATP e GTP) che fungono da secondi messaggeri nel citoplasma.
- Fosfolipasi C.
- Fosfolipasi B.
- Fosfolipasi A.
- i recettori ad attività protein chinasica, a loro volta distinti in recettori ad attività tirosina chinasica e recettori ad attività serina/treonina chinasica.

Le molecole recettoriali appartengono a due grosse categorie:
A) glicoproteine transmembrana;
B) proteine che si trovano all'interno della cellula: queste ultime sono recettori intracellulari per ligandi apolari e lipofili e quindi in grado di attraversare la membrana cellulare; è il caso dei recettori per gli ormoni steroidei e tiroidei.